# Chionodraco rastrospinosus
Chionodraco rastrospinosus è un pesce della famiglia Channichthyidae. Vive nelle fredde acque dell'Antartide. Una sua caratteristica peculiare è l'avere il sangue trasparente, poiché privo di emoglobina.

## Descrizione
C. rastrospinosus è lungo in media 30 cm, anche se può raggiungere i 52 cm. A differenza degli altri vertebrati, i pesci della famiglia Channichthyidae non utilizzano l'emoglobina per trasportare l'ossigeno, impiegando invece la piccola quantità di quest'ultimo che è naturalmente disciolta all'interno del plasma. Nel 2011 il Tokyo Sea Life Park ha affermato, dopo aver dissezionato un esemplare, che il sangue di C. rastrospinosus è completamente trasparente. Nel 1954, Ruud notò che anche la specie Chaenocephalus aceratus, altro membro della famiglia, ha un sangue quasi trasparente, diversamente da quello giallastro degli altri membri.

## Biologia
Le larve sono lunghe 17 mm al momento della schiusa e crescono di circa 2 mm alla settimana. Lo stadio larvale dura circa 18 mesi, durante i quali si nutrono prevalentemente di krill. La maturità sessuale sopraggiunge attorno ai quattro anni, e vive fino agli otto anni d'età, anche se talvolta può raggiungere i 12 anni. Nell'autunno antartico, C. rastrospinosus migra verso acque più superficiali, a 200–300 m dalla superficie; lì le uova vengono disperse e si schiudono sei mesi più tardi, in Aprile. Gli adulti si nutrono di krill e altri pesci.

## Distribuzione e habitat
C. rastrospinosus popola le acque dell'Oceano Meridionale, fino ad una profondità massima di 1000 metri.